# Bulbophyllum melleum
Bulbophyllum melleum là một loài phong lan thuộc chi Bulbophyllum.